# Дорошенко Трохим Тихонович
Трохи́м Ти́хонович Дороше́нко (нар. 1907 — пом. 1970) — радянський військовик часів Другої світової війни, помічник командира взводу 203-го гвардійського стрілецького полку 70-ї гвардійської стрілецької дивізії, гвардії сержант. Герой Радянського Союзу (1943).

## Життєпис
Народився 1907 року в місті Києві (за іншими даними — у місті Хабаровську). Росіянин. Здобув неповну середню освіту. Мешкав і працював у селі Ніколаєвка Смідовицького району Єврейської автономної області. Проходив дійсну строкову службу в Амурській військовій флотилії. Після демобілізації працював на лісозаводі № 8.
Вдруге призваний до лав РСЧА Біробіджанським МВК у 1942 році. Учасник німецько-радянської війни з березня 1943 року. Воював на Центральному фронті.
Особливо помічник командира взводу 5-ї стрілецької роти 2-го стрілецького батальйону 203-го гвардійського стрілецького полку 70-ї гвардійської стрілецької дивізії гвардії сержант Т. Т. Дорошенко відзначився під час Чернігівсько-Прип'ятської наступальної операції. 14 вересня 1943 року на чолі групи у 20 чоловік із засідки розгромив штаб 217-ї піхотної дивізії супротивника, захопивши при цьому 84 автомобілі, у тому числі 11 — легкових. Під час бою були знищені 1 полковник, 4 офіцери і 74 солдати ворога. Разом зі своїм взводом форсував річку Прип'ять і пройшов у тил супротивника, де рушнично-кулеметним вогнем розсіяв і частково знищив до двох рот піхоти супротивника, тим самим сприявши успішному форсуванню Прип'яті основними силами полку. 23 вересня 1943 року супротивник двічі атакував позиції, які займав взвод Т. Т. Дорошенка, але обидва рази відступав зі значними для себе втратами. Під час рукопашного бою гвардії сержант Т. Т. Дорошенко особисто вбив 8 солдатів супротивника.

Після війни мешкав і працював у місті Тамбові. Помер 11 лютого 1970 року.

## Нагороди
Указом Президії Верховної Ради СРСР від 16 жовтня 1943 року «за успішне форсування річки Дніпро північніше Києва, міцне закріплення плацдарму на західному березі річки Дніпро та виявлені при цьому відвагу і героїзм», гвардії сержантові Дорошенку Трохиму Тихоновичу присвоєне звання Героя Радянського Союзу з врученням ордена Леніна і медалі «Золота Зірка» (№ 2789).
Також нагороджений орденом Червоної Зірки (13.10.1943) і медалями.